# Мала Борківщина
Мала Борківщина (біл. вёска Малая Баркоўшчіна) — село в складі Молодечненського району Мінської області, Білорусь. Село підпорядковане Лебедівській сільській раді, розташоване в західній частині області.